# (466374) 2013 RY90
(466374) 2013 RY90 es un asteroide perteneciente al cinturón de asteroides, descubierto el 6 de septiembre de 2013 por el equipo Spacewatch desde el Observatorio Nacional de Kitt Peak (Arizona, Estados Unidos).